# Verwaltungsgemeinschaft Neubeuern
Die Verwaltungsgemeinschaft Neubeuern im oberbayerischen Landkreis Rosenheim wurde im Zuge der Gemeindegebietsreform am 1. Mai 1978 gegründet und zum 1. Januar 1980 bereits wieder aufgelöst.
Ihr gehörten die Marktgemeinde Neubeuern und die Gemeinde Nußdorf a.Inn an.
Sitz der Verwaltungsgemeinschaft war Neubeuern.